# Карен Бредлі
Карен Енн Бредлі (англ. Karen Anne Bradley; нар. 12 березня 1970, Ньюкасл-андер-Лайм, Стаффордшир, Англія) — британська політик-консерватор, член парламенту з 2010 р. 
У вересні 2012 р. була призначена помічницею парламентського організатора. У 2013 р. була підвищена до парламентської організаторки (лорда-комісара Казначейства). У лютому 2014 р. стала міністром з питань жорстокого поводження, експлуатації та злочинності у Міністерстві внутрішніх справ. У липні 2016 р. стала міністром у справах культури, ЗМІ і спорту в уряді Терези Мей. Міністр у справах Північної Ірландії з січня 2018.
Бредлі здобула ступінь бакалавра з математики в Імперському коледжі Лондона.
У 1991 р. вона приєдналася до Deloitte як податкова менеджерка, а після 7 років стала старшою податковою менеджеркгю у KPMG. У 2004 р. стала самозайнятою консультанткою з фіскальних і економічних питань. У 2007 р. повернулася до KPMG.
У 2005 р. була кандидаткою у члени парламенту.
Одружена, має двох синів.